# Тургай (станция)
Турга́й (каз. Торғай) — станция в Ерейментауском районе Акмолинской области Казахстана. Входит в состав Тургайского сельского округа. Код КАТО — 114659500.

## География
Станция расположена в южной части района, на расстоянии примерно 30 километров (по прямой) к северо-западу от административного центра района — города Ерейментау, в 1 километре к юго-западу от административного центра сельского округа — села Тургай.
Абсолютная высота — 278 метров над уровнем моря.
Ближайшие населённые пункты: село Тургай — на северо-востоке.
Через станцию проходит железная дорога «Заозёрное — Ерейментау».

## Население
В 1989 году население станции составляло 103 человека (из них казахи — 41 %, русские — 29 %).
В 1999 году население станции составляло 91 человек (47 мужчин и 44 женщины). По данным переписи 2009 года, в населённом пункте проживало 80 человек (45 мужчин и 35 женщин).
| Численность населения | Численность населения | Численность населения |
| 1989                  | 1999                  | 2009                  |
| --------------------- | --------------------- | --------------------- |
| 103                   | ↘91                   | ↘80                   |